# 宮田美乃里
宮田 美乃里（みやた みのり、1970年〈昭和45年〉11月23日 - 2005年〈平成17年〉3月28日）は、日本の歌人。元ダンサー。静岡県生まれ。

## 経歴
大学を卒業後、フラメンコダンサー兼講師として活躍していたが、病気により引退。その後、歌人であった祖母の影響もあってか、20歳のころにはじめた短歌をふたたび読み始める。
2002年、春に第一歌集『花と悲しみ：魂の軌跡』を出版するが、同時期に左乳房に癌が発見される。最初は乳房温存療法を受けようと考えていたが、多くの病院を訪れそれが困難と知る。末期ではなく治療によって治癒する可能性があるにもかかわらず、彼女は治療をしないという選択をする。この生き方が新聞や雑誌で取り上げられ、大きな反響を呼び、賛否が分かれた。
2003年、癌の進行により、乳房を維持することが困難となり、左乳房を切除する手術を受ける。
2004年、写真家の荒木経惟に、「先生、片乳房の無い私の裸体を撮っては頂けないでしょうか」との手紙と歌集を送り、手術の痕の残るヌードを披露し、写真集『乳房、花なり。』を出版。
荒木経惟によると、この頃から心境に変化が起こりはじめ、生きることへの意欲も少なからずわいてきていたというが、すでに癌は全身に転移しており、手の施しようがない状態であった。病床でも彼女は短歌への情熱を持ち続け、亡くなる前日まで数多くの作品を書き記した。
2005年3月28日、午前6時22分逝去。享年35（34歳没）。

## 著作
- 『花と悲しみ：魂の軌跡：歌集』（沖積舎, 2002年） ISBN 4806011029
- 『乳がん 私の決めた生き方：限りある命を花のように』（リヨン社, 2003年） ISBN 4576032275
- 『死と乙女：歌集』（沖積舎, 2004年） ISBN 4806011037
- 宮田美乃里著、荒木経惟撮影　『乳房、花なり。』（ワイズ出版, 2004年） ISBN 4898301754

## その他の書籍
- 荒木経惟著　『モルヒネも効かぬ五月：荒木経惟写真集』（バジリコ, 2004年） ISBN 4-901784-51-X
- 荒木経惟著　『空事：2004年写狂人日記』（スイッチパブリッシング, 2005年） ISBN 488418016X
  - 荒木が彼女に捧げる写真集として出版。
- 森村誠一著 『魂の切影』（光文社, 2005年） ISBN 433492462X
  - 作家・森村誠一が宮田美乃里の生き方を小説として執筆した。